# Josep Miralles Marín
Josep Miralles Marín el Serrador (Vilafranca, 1792, 15 de maig de 1844) fou un militar carlí valencià.
Durant la Guerra del Francès va unir-se a la partida de fra Asencio Nebot, que lluitava contra Louis Gabriel Suchet, i posteriorment, en ser cridat a quintes en la Guàrdia Reial, va desertar fent de serrador, fins que fou detingut i dut a València, d'on va escapar, unint-se amb el seu germà Manuel a la partida reialista de Romà Bonet Chambó durant el Trienni Liberal ascendint a tinent de llancers per mèrits de guerra.
Casat amb Francisca Edo de Benassal, en 1833, amb l'esclat de la guerra civil es va presentar amb el seu germà Manuel i altres realistes de Benassal que havien combatut durant el Trienni Liberal a Morella després de l'aixecament de la plaça, sent nomenat tinent de cavalleria, sent el cap de la cavalleria valenciana, i Comandant General de València, havent ascendit a Brigadier. En novembre de 1835 va assetjar infructuosament Llucena, fou derrotat a Toga el gener i després de la victòria a la batalla de Bañón fou derrotat a Soneixa després de cremar-la en juliol de 1836, es va unir a l'Expedició de Miguel Gómez Damas que intentà infructuosament prendre Madrid atacà Llucena dos cops i atacà Ademús en 1837 Poc després, el Serrador fou derrotat a Castelló però va prendre Torreblanca i fou derrotat a Benicarló i no aconseguí prendre Sant Mateu. Per divergències amb Ramon Cabrera i Grinyó fou destituït i es retirà a Benassal, passant la infanteria, 600 homes, a Vicent Barreda i Boix La Cova i la cavalleria al coronel Mars. Al final de la guerra en 1840, presentant-se a indult al general Antonio Buil y Raso quan aquest va entrar al poble.
En 1843, tornat La Cova de França es va unir a la seva partida, sent nomenat Comandant General del Maestrat, morint amb el seu nebot Ramon Miralles Boca Negra a la Masia de Covatelles al barranc de Montlló, a Vilafranca, el dia 15 de maig de 1844, l'endemà que La Cova morís a Vistabella.